# Lydbrook
Lydbrook är en ort och civil parish i Storbritannien.   Den ligger i grevskapet Gloucestershire och riksdelen England, i den södra delen av landet, 170 km väster om huvudstaden London. Lydbrook ligger 86 meter över havet och antalet invånare är 2 331.
Terrängen runt Lydbrook är varierad. Runt Lydbrook är det ganska tätbefolkat, med 144 invånare per kvadratkilometer. Närmaste större samhälle är Coleford, 5,3 km sydväst om Lydbrook. I omgivningarna runt Lydbrook växer i huvudsak blandskog.